# Гуго (король Італії)
Гуго I (фр. Hugues I; бл. 880 — 10 квітня 947) — король Італії у 926—946 роках і Прованського королівства (Нижньої Бургундії) у 928—933 роках.

## Життєпис
Походив з династії Бозонідів. Старший син Теобальда, графа Прованського, і Берти, дочки Лотаря II, короля Лотарингії. Був небожем короля Бозона I. Народився 880 або 881 року. У 895 році здолавши Тіберта отримав Арльське і В'єннське графства.
Після осліплення у 905 році короля Людовика III, Гуго стає регентом Нижнього Бургундського королівства. 911 році отримав титул герцога Прованського і маркіза В'єннського. 912 року оженився на дочці Бозона I, короля Нижньої Бургундії. Цим зміцнив свої права на трон. Водночас переніс столицю до міста Арль, де мав міцні позиції.
У 925 році частина італійської знаті, що була невдоволена новим королем Рудольфом I, що також був королем Верхньої Бургундії, закликала Гуго до Італії. Вигнавши останнього, Гуго в 926 сам став королем Італії. У 928 році після смерті Людовика III Сліпого, Гуго I повернувся до Провансу, щоб коронуватися як володар Нижньої Бургундії, відсторонивши від влади графа В'єннського Карла-Костянтина.
Протягом 928—930 років боровся проти Рудольфа II, короля Верхньої Бургундії, втім без певного результату. Водночас Гуго I значну увагу приділяв керуванню Італією. У 931 році повалив Ламберта, маркіза Тосканського, передавши це володіння своєму братові Бозону. У 933 році змусив Рудольфа II відмовитися від прав на Італію, але в обмін віддав під владу Рудольфа своє Прованське (Нижнє Бургундське) королівство.
Щоб отримати імператорську корону, Гуго одружився з Марозією Тосканською, матір'ю папи Іоанна XI, але не досяг успіху, оскільки 935 року Гуго було вигнано з Рима його пасинком Альберіком II Сполетським. У 936 році поставив позашлюбного сина Гумберта новим маркізом Тоскани.
Спроба відвоювати об'єднану Бургундію (Арелатське королівство) у Конрада I Тихого, закінчилася невдачею. Втім 941 року в союзі з візантійським імператором Романом I Лакапіном завдав поразки сарацинам, що атакували Італію.
Коли він 941 року хотів раптово напасти на Беренгара II, маркграфа Івреї, останній встиг втекти до імператора Оттона I, зібрав в Німеччині військо і в короткий час залучив на свій бік всіх незадоволених.
943 року зумів завдати поразки Беренгару II, розділивши його володіння, зокрема сприяв утворенню Генуезької республіки. 944 року уклав новий союз з Візантією, закріпивши шлюбом між своєю дочкою та сином імператора Костянтина VII. У 945 році після річного протистояння з Беренгаром II зазнав невдачі в Італії. У 946 році Гуго був змушений визнати владу свого пасинка Альберіка Сполетського над Римом.
Гуго I помер 10 квітня 947 року. У 948 корона Італії перейшла до Лотаря, його сина від другого шлюбу з німецькою принцесою Альдо.

## Родина
1 Дружина — Вілла, дочка Бозона I, короля Нижньої Бургундії
Діти: не було
2 Дружина —Гільда, німецька принцеса
Діти:
- Альда — дружина Альберіха II, герцога Сполето
- Лотар (926/928—950) — король Італії у 948—950 роках

3 Дружина — Марозія, дочка Теофілакта, маркграфа Тоскани
Діти: не було
4 Дружина — Берта, дочка Бурхарда II Швабского
Діти: не було
Бастарди (діти від коханок):
- Губерт — герцог Сполета і маркграф Тоскани
- Берта — дружина Романа II, імператора Візантії
- Бозон — єпископ П'яченци
- Роленда — дружина Бернарда, графа Павії
- Теобальд — архієпископ Мілану